# Chặng đua GP Sao Paulo 2021
Chặng đua GP Sao Paulo 2021 (tên chính thức Formula 1 Heineken Grande Prêmio de São Paulo 2021) là chặng đua thứ 19 của Giải đua xe Công thức 1 2021. Chặng đua diễn ra từ ngày 12 tháng 11 đến ngày 14 tháng 11 năm 2021 ở trường đua Jose Carlos Pace, Brasil. Tay đua giành chiến thắng là Lewis Hamilton của đội đua Mercedes.

## Diễn biến chính
Trước khi chặng đua diễn ra, Lewis Hamilton bị phạt trừ 5 bậc xuất phát ở cuộc đua chính do lỗi thay động cơ.
Ở cuộc đua phân hạng truyền thống, Hamilton là người chiến thắng, nhưng anh bị hủy kết quả do lỗi thiết kế DRS. Vì thế ở cuộc đua sprint race Hamilton phải xuất phát từ vị trí cuối cùng. Anh đã về đích ở vị trí thứ 5, người chiến thắng cuộc đua sprint race là Valtteri Bottas.
Trong cuộc đua chính thức, Hamilton xuất phát từ vị trí thứ 10 (do án phạt 5 bậc xuất phát nói trên) đã vượt mặt mọi đối thủ trên đường đua, bao gồm cả Max Verstappen để giành chiến thắng.

## Kết quả
| Stt                                                                   | Số xe | Tay đua            | Đội đua                   | Lap | Thời gian          | Xuất phát | Điểm |
| --------------------------------------------------------------------- | ----- | ------------------ | ------------------------- | --- | ------------------ | --------- | ---- |
| 1                                                                     | 44    | Lewis Hamilton     | Mercedes                  | 71  | 1:32:22.851        | 10        | 25   |
| 2                                                                     | 33    | Max Verstappen     | Red Bull Racing-Honda     | 71  | +10.496            | 2         | 18   |
| 3                                                                     | 77    | Valtteri Bottas    | Mercedes                  | 71  | +13.576            | 1         | 15   |
| 4                                                                     | 11    | Sergio Pérez       | Red Bull Racing-Honda     | 71  | +39.940            | 4         | 13   |
| 5                                                                     | 16    | Charles Leclerc    | Ferrari                   | 71  | +49.517            | 6         | 10   |
| 6                                                                     | 55    | Carlos Sainz Jr.   | Ferrari                   | 71  | +51.820            | 3         | 8    |
| 7                                                                     | 10    | Pierre Gasly       | AlphaTauri-Honda          | 70  | +1 lap             | 7         | 6    |
| 8                                                                     | 31    | Esteban Ocon       | Alpine-Renault            | 70  | +1 lap             | 8         | 4    |
| 9                                                                     | 14    | Fernando Alonso    | Alpine-Renault            | 70  | +1 lap             | 12        | 2    |
| 10                                                                    | 4     | Lando Norris       | McLaren-Mercedes          | 70  | +1 lap             | 5         | 1    |
| 11                                                                    | 5     | Sebastian Vettel   | Aston Martin-Mercedes     | 70  | +1 lap             | 9         |      |
| 12                                                                    | 7     | Kimi Räikkönen     | Alfa Romeo Racing-Ferrari | 70  | +1 lap             | PL        |      |
| 13                                                                    | 63    | George Russell     | Williams-Mercedes         | 70  | +1 lap             | 17        |      |
| 14                                                                    | 99    | Antonio Giovinazzi | Alfa Romeo Racing-Ferrari | 70  | +1 lap             | 13        |      |
| 15                                                                    | 22    | Yuki Tsunoda       | AlphaTauri-Honda          | 70  | +1 lap             | 15        |      |
| 16                                                                    | 6     | Nicholas Latifi    | Williams-Mercedes         | 70  | +1 lap             | 16        |      |
| 17                                                                    | 9     | Nikita Mazepin     | Haas-Ferrari              | 69  | +2 laps            | 19        |      |
| 18                                                                    | 47    | Mick Schumacher    | Haas-Ferrari              | 69  | +2 laps            | 18        |      |
| Ret                                                                   | 3     | Daniel Ricciardo   | McLaren-Mercedes          | 49  | Động cơ            | 11        |      |
| Ret                                                                   | 18    | Lance Stroll       | Aston Martin-Mercedes     | 47  | Hỏng xe do va chạm | 14        |      |
| Fastest lap: Sergio Pérez (Red Bull Racing-Honda) – 1:11.010 (lap 71) |       |                    |                           |     |                    |           |      |
| Source:                                                               |       |                    |                           |     |                    |           |      |

## Bảng xếp hạng sau chặng đua
(Chỉ liệt kê top 5 tay đua và đội đua):
|           | Stt | Tay đua         | Điểm  |
| --------- | --- | --------------- | ----- |
| Unchanged | 1   | Max Verstappen  | 332.5 |
| Unchanged | 2   | Lewis Hamilton  | 318.5 |
| Unchanged | 3   | Valtteri Bottas | 203   |
| Unchanged | 4   | Sergio Pérez    | 178   |
| Unchanged | 5   | Lando Norris    | 151   |
| Nguồn:    |     |                 |       |

|           | Stt | Đội đua               | Điểm  |
| --------- | --- | --------------------- | ----- |
| Unchanged | 1   | Mercedes              | 521.5 |
| Unchanged | 2   | Red Bull Racing-Honda | 510.5 |
| Unchanged | 3   | Ferrari               | 287.5 |
| Unchanged | 4   | McLaren-Mercedes      | 256   |
| Unchanged | 5   | Alpine-Renault        | 112   |
| Nguồn:    |     |                       |       |